# Pinguicula vulgaris

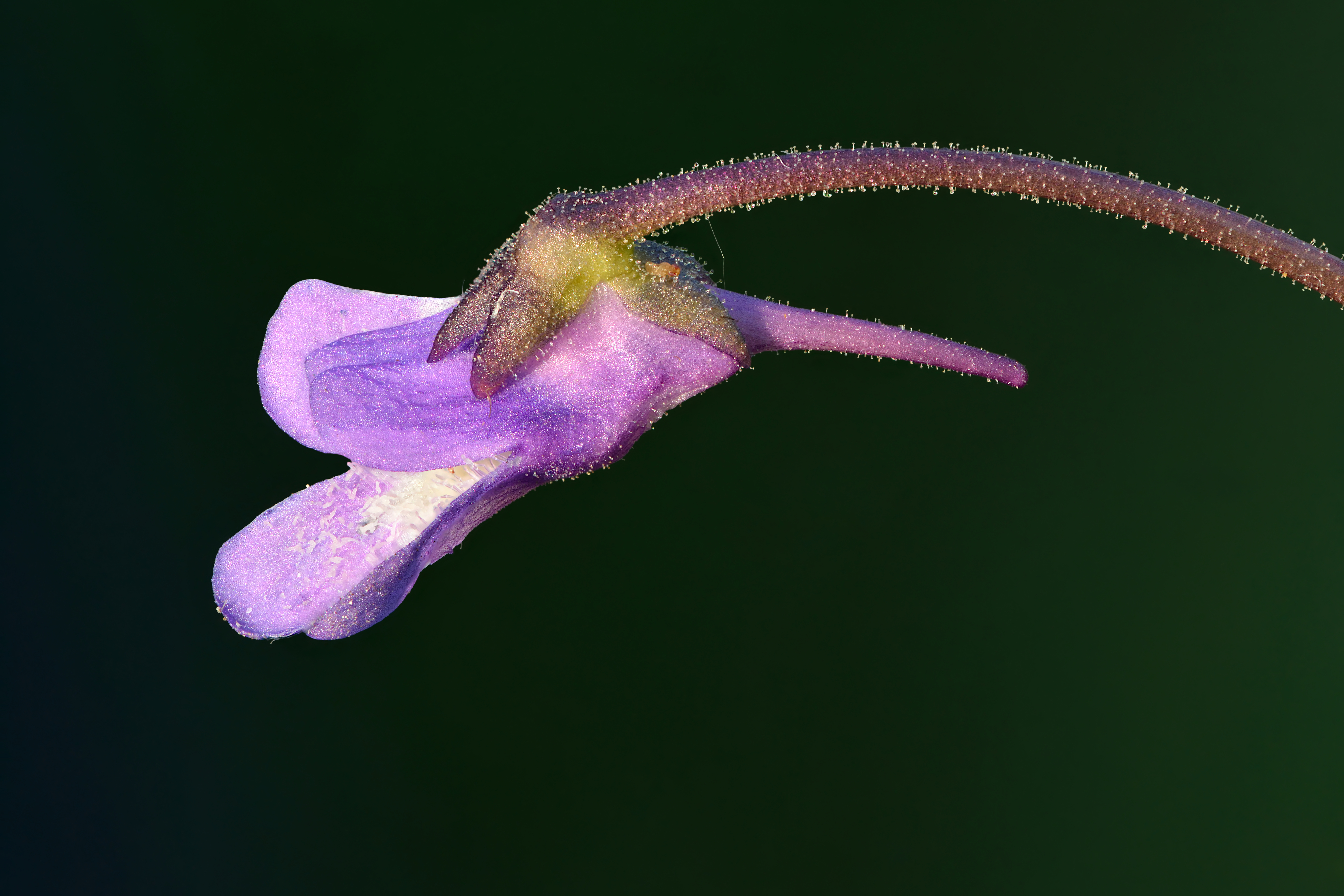
Flor

Pinguicula vulgaris, o butterwort comum, é uma planta carnívora perene na família Lentibulariaceae da família da bexiga. Ela cresce a uma altura de 3–16 cm e é coberta com uma flor roxa e, ocasionalmente, branca, que tem 15 mm ou mais, e tem o formato de um funil. Este butterwort cresce em ambientes úmidos, como pântanos e pântanos, em elevações baixas ou subalpinas. Tem uma distribuição geralmente circumboreal, sendo nativa de quase todos os países da Europa, bem como da Rússia, Canadá e Estados Unidos. Sendo nativos de ambientes com invernos frios, eles produzem um botão de repouso no inverno (hibernaculum). Existem três formas originárias da Europa: P. vulgaris f. bicolor que tem pétalas brancas e roxas; P. vulgaris f. albida que tem todas as pétalas brancas; e P. vulgaris f. alpicola que tem flores maiores. O status taxonômico dessas formas não é universalmente reconhecido
A autoridade científica da espécie é L., tendo sido publicada em Species Plantarum 1: 17. 1753.

## Portugal
Trata-se de uma espécie presente no território português, nomeadamente em Portugal Continental.
Em termos de naturalidade é nativa da região atrás indicada.

## Protecção
Não se encontra protegida por legislação portuguesa ou da Comunidade Europeia.